# تودونغ (حجاب)
التُّودُنغ هي كلمة مأخُوذَة من لغة ملايو، وتعني حرفيًا «الغِطَاء»، والتي تُترجم عادة أو تُشير إلى الحجاب أو غطاء الرّأس. يُرتدى التودُنغ في ماليزيا وسنغافورة وبروناي وفقًا للحجاب الإسلامي. يغطّي التودُنغ الشعر والأذنين والرقبة مع ترك الوجه المكشُوف فقط. وهو جزء من معيار اللباس للمكاتب، مثل الزي المدرسي والمناسبات الرسمية. يمثّلُ التودُنغ في إندونيسيا شكلًا من أشكال الحجاب ذي قناع مُنحني مُخيط. في إندونيسيا، الكلمة الأكثر تشابهًا لكلمة تودُنغ الماليزية هي "kerudung" أو «جلباب».

## وصلات خارجية
- (in Malay) "Tudung, hijab dan… — Aisha Adam" ( نسخة محفوظة 23 أكتوبر 2015 at Archive.is). The Malay Mail. 16 أكتوبر 2015.